# لیدیا نویمان
لیدیا نویمان (انگلیسی: Lydia Neumann؛ زادهٔ ۱۱ نوامبر ۱۹۸۶) بازیکن فوتبال اهل آلمان است.